# Gare de Yūkarigaoka
La gare de Yūkarigaoka (ユーカリが丘駅, Yūkarigaoka-eki) est une gare ferroviaire située à Sakura, dans la préfecture de Chiba au Japon. Cette gare est exploitée par les compagnies Keisei et Yamaman.

## Situation ferroviaire
La gare de Yūkarigaoka est située au point kilométrique (PK) 43,2 de la ligne principale Keisei.

## Historique
La gare a été inaugurée le 1er novembre 1982.

## Service des voyageurs

### Accueil
La gare dispose d'un bâtiment voyageurs avec guichets, ouvert tous les jours.

### Desserte

#### Keisei
- Ligne principale Keisei :
  - voies 1 et 2 : direction Aoto (interconnexion avec la ligne Keisei Oshiage pour Oshiage) et Keisei Ueno
  - voie 3 : direction Keisei Narita et aéroport de Narita

#### Yamaman
- Ligne Yamaman Yūkarigaoka :
  - voie 1 :direction Joshidai